# Melanie Klement
Melanie Klement (3 mei 1994) is een wielrenner uit Nederland.
Van 2019 t/m 2022 reed Klement voor Bieler Pro Cycling ofwel Grant Thornton Krush Tunap, de profploeg die voortkwam uit het SWABO Women Development Team.